# Wamic
Wamic az Amerikai Egyesült Államok északnyugati részén, Oregon állam Wasco megyéjében elhelyezkedő statisztikai település. A 2020. évi népszámlálási adatok alapján 123 lakosa van.

## Népesség
A település népességének változása:
| Lakosok száma | 36   | 85   | 123  |
|               | 2000 | 2010 | 2020 |